# Eidgenössische Volksinitiative «Stopp der Überbevölkerung – zur Sicherung der natürlichen Lebensgrundlagen»
Die eidgenössische Volksinitiative «Stopp der Überbevölkerung – zur Sicherung der natürlichen Lebensgrundlagen» war eine schweizerische Volksinitiative der Umweltschutzorganisation Ecopop. Die Initiative forderte, die Zuwanderung in die Schweiz zu begrenzen und weltweit staatliche Mittel zur Förderung der freiwilligen Familienplanung einzusetzen. Bundesrat und Parlament empfahlen die Initiative zur Ablehnung. Die Initiative wurde am 30. November 2014 vom Souverän mit 74,1 % Nein-Stimmen und von allen Ständen abgelehnt, die Stimmbeteiligung belief sich auf rund 49,4 %.

## Initiativtext
Die Bundesverfassung der Schweizerischen Eidgenossenschaft|Bundesverfassung wird wie folgt geändert:
Art. 73a (neu) Bevölkerungszahl

1 Der Bund strebt auf dem Gebiet der Schweiz eine Einwohnerzahl auf einem Niveau an, auf dem die natürlichen Lebensgrundlagen dauerhaft sichergestellt sind. Er unterstützt dieses Ziel auch in anderen Ländern, namentlich im Rahmen der internationalen Entwicklungszusammenarbeit.

2 Die ständige Wohnbevölkerung in der Schweiz darf infolge Zuwanderung im dreijährigen Durchschnitt nicht um mehr als 0,2 Prozent pro Jahr wachsen.

3 Der Bund investiert mindestens 10 Prozent seiner in die internationale Entwicklungszusammenarbeit fliessenden Mittel in Massnahmen zur Förderung der freiwilligen Familienplanung.

4 Er darf keine völkerrechtlichen Verträge abschliessen, die gegen die Bestimmungen dieses Artikels verstossen oder Massnahmen verhindern oder erschweren, die zur Erreichung der Ziele dieses Artikels geeignet sind.

II

Die Übergangsbestimmungen der Bundesverfassung werden wie folgt geändert:
Art. 197 Ziff. 92 (neu)

9. Übergangsbestimmung zu Artikel 73a (Bevölkerungszahl)

1 Nach Annahme von Artikel 73a durch Volk und Stände müssen völkerrechtliche Verträge, die den Zielen dieses Artikels widersprechen, schnellstmöglich angepasst werden, spätestens aber innert vier Jahren. Nötigenfalls sind die betreffenden Verträge zu kündigen.

## Argumentation

### Argumente des Initiativkomitees
Das Initiativkomitee sieht das ständige Wachstum der Menschheit als Problem an. Dem könnte ausgewichen werden, denn zwei von fünf Schwangerschaften in ärmeren Ländern seien ungewollt. Hätten alle Zugang zu Aufklärung und Verhütung, könnte das Bevölkerungswachstum um ein Drittel gesenkt und viel Leid vermieden werden. 10 Prozent der bestehenden Entwicklungshilfegelder für das UNO-Menschenrecht auf freiwillige Familienplanung seien bescheiden und dringend nötig. Im Zuge der Personenfreizügigkeit, die die Schweiz mit der EU hat, sei die Bevölkerungsanzahl in der Schweiz stark gestiegen und werde 11 Millionen betragen – die Folgen seien exorbitante Mieten, überlastete Sozialwerke und stagnierende Wirtschaftskraft. Dies vermöge die im Februar desselben Jahres angenommene Masseneinwanderungsinitiative zu lösen, da diese Kontingente, jedoch keine Schranken fordert. Diese Kontingente könne aber der Bundesrat festlegen, und er wolle eine hohe Zuwanderung.

### Argumente von Bundesrat und Parlament
Die Gegner argumentierten, eine so starke Begrenzung der Zuwanderung würde der Schweizer Wirtschaft stark schaden; sie brauche schon heute mehr ausländische Fachkräfte, als die Initiative zulassen würde. Die Beziehungen der Schweiz zur Europäischen Union würden noch weiter belastet. Zudem sei eine Investition in die freiwillige Familienplanung von Entwicklungsländern eine ungeeignete Massnahme, um das Bevölkerungswachstum zu senken. Investitionen in höhere Bildung seien viel nachhaltiger, da für Familien in bildungsschwachen Ländern Kinder häufig die einzige Altersabsicherung darstellten.

## Stellungnahmen
Alle Bundesratsparteien (SVP, SP, FDP, CVP und BDP) sowie GPS, GLP und EVP beschlossen die Nein-Parole zur Initiative.

## Repräsentative Umfragen vor der Abstimmung
Laut einer repräsentativen Umfrage des Forschungsinstituts gfs.bern antworteten sechs Wochen vor der Abstimmung 35 % der Befragten mit «Ja» oder «Eher Ja», während 58 % der Befragten mit «Nein» oder «Eher Nein» antworteten. Etwa 7 % der Befragten waren noch unentschlossen. Zwei Wochen vor der Abstimmung antworteten 39 % der Befragten mit «Ja» oder «Eher Ja», während 56 % der Befragten mit «Nein» oder «Eher Nein» antworteten. 5 % der Befragten waren unentschieden.

## Abstimmung
Die Initiative wurde am 30. November 2014 von 74,1 Prozent der Stimmenden und allen Kantonen abgelehnt.
| Kanton                           | Ja (%) | Nein (%) | Beteiligung (%) |
| -------------------------------- | ------ | -------- | --------------- |
| Zürich                           | 24,3   | 75,7     | 53,7            |
| Bern                             | 25,1   | 74,9     | 47,2            |
| Luzern                           | 29,6   | 70,4     | 50,1            |
| Uri                              | 30,0   | 70,0     | 41,0            |
| Schwyz                           | 34,2   | 65,8     | 51,7            |
| Obwalden                         | 32,6   | 67,4     | 49,5            |
| Nidwalden                        | 29,2   | 70,8     | 50,6            |
| Glarus                           | 30,8   | 69,2     | 40,8            |
| Zug                              | 24,4   | 75,6     | 55,9            |
| Freiburg                         | 25,5   | 74,5     | 47,6            |
| Solothurn                        | 30,4   | 69,6     | 47,3            |
| Basel-Stadt                      | 23,8   | 76,2     | 54,5            |
| Basel-Landschaft                 | 26,0   | 74,0     | 50,3            |
| Schaffhausen                     | 31,8   | 68,2     | 67,5            |
| Appenzell Ausserrhoden           | 30,0   | 70,0     | 51,6            |
| Appenzell Innerrhoden            | 30,8   | 69,2     | 45,1            |
| St. Gallen                       | 30,4   | 69,6     | 48,8            |
| Graubünden                       | 22,5   | 77,5     | 46,3            |
| Aargau                           | 29,4   | 70,6     | 49,3            |
| Thurgau                          | 30,9   | 69,1     | 46,8            |
| Tessin                           | 36,9   | 63,1     | 45,9            |
| Waadt                            | 17,3   | 82,7     | 51,8            |
| Wallis                           | 21,3   | 78,7     | 53,0            |
| Neuenburg                        | 21,8   | 78,2     | 43,9            |
| Genf                             | 21,4   | 78,6     | 51,1            |
| Jura                             | 22,8   | 77,2     | 40,7            |
| Schweizerische Eidgenossenschaft | 25,9   | 74,1     | 49,4            |